# Didascalia apostolorum
La Didascalia de los apóstoles (Didascalia apostolorum) es el nombre de una obra de la literatura cristiana del siglo III, escrita en siríaco, emparentada por su contenido con las llamadas Constituciones apostólicas y la Didaché. Tanto Galtier como Charles, consideran que la redacción original de la Didascalia data del siglo II. No se sabe nada de su autor.
Trata principalmente de los deberes de los obispos, del rito de ordenación de los diáconos, de los trabajos encomendados a las diaconisas y los auxilios a dar a cristianos en dificultad. También aborda temas doctrinales como la resurrección, la Pascua, el bautismo y el perdón de los pecados. El texto polemiza con los cristianos que creen que deben seguir la Ley del Antiguo Testamento e invita a los cristianos convertidos del judaísmo a dejar tradiciones y legislación que no sea la del decálogo.
Además del texto siríaco existen versiones en árabe, etíope y algunas partes en latín. Al parecer fue escrito originalmente en griego, Epifanio lo cita en esa lengua en sus Constitutiones apostolorum. El texto actual, dado que contiene algunas repeticiones y contradicciones, no sería el original. Por ejemplo, ofrece prácticas distintas y hasta contradictorias para la vivencia del ayuno pascual.[cita requerida]